# Per un bacio
Per un bacio è un singolo della cantante italiana Margherita Vicario pubblicato il 28 novembre 2014, primo estratto dall'album Minimal Musical.

## Video musicale
Il video musicale del brano, diretto dalla stessa Vicario, in collaborazione con Matteo Keffer, è stato pubblicato l'8 gennaio 2015 sul canale YouTube della cantante. Il videoclip vede la partecipazione dell'attore Giulio Forges Davanzati.

## Tracce
Testi di Margherita Vicario.
1. Per un bacio – 3:24